# Seaford (East Sussex)
Seaford è una cittadina di 23 161 abitanti della contea dell'East Sussex, in Inghilterra.
Affaccia sull'estuario del Cuckmere Haven.